# Vela ai XVI Jeux des îles
Le gare di vela ai XVI Jeux des îles si sono svolte a Cagliari dal 24 al 26 maggio 2012  nel Lungomare Poetto di Cagliari al Windsurfing Club Cagliari Marina Piccola.

## Regolamento
Si disputano regate sia per la gara maschile che per quella femminile. La categoria utilizzata è quella dell'Optimist. Si disputano al massimo 9 regate in tutto, 3 al giorno.
Ogni giornata costituisce una prova. Nel caso in cui almeno 4 prove saranno completate, il peggior risultato verrà escluso. Per la classifica a squadre, i due skipper di ciascuna delegazione faranno segnare punti.
Almeno 2 gare devono essere completate per costituire una serie. Quando meno di 4 gare sono state completate, il punteggio della serie di una barca sarà il totale dei suoi punteggi in tutte le regate. Quando 4 o più gare sono state completate, il punteggio della serie di una barca sarà il totale dei suoi punteggi in tutte le gare escludendo la peggiore. Il punteggio è dato dal numero relativo alla posizione ottenuta a fine prova. (es. un atleta arriva primo in tutte e quattro le gare: totalizza quindi 1+1+1+1=4 punti). Chi totalizza meno punti vince.
Verranno date medaglie per tre specialità:
- Individuale maschile
- Individuale femminile
- A squadre maschile
- A squadre femminile

Per la gara a squadre, le delegazioni con 4 membri corrono come una squadra. Delegazioni con meno di 4 membri vengono messe in coppia con altre delegazioni fino a fare 4 membri. Alcuni skipper possono navigare per 2 squadre differenti per essere in grado di recuperare un numero uguale di squadre.
Il punteggio per la gara a squadre sarà separato dalle regate di flotta singole.

## Individuale

### Maschile
| posiz | Numero   | Nome                 | Pt | 1   | 2   | 3  | 4   | 5  | 6  |  |
| ----- | -------- | -------------------- | -- | --- | --- | -- | --- | -- | -- |  |
|       | GRE 1559 | Loukianos Zamit      | 14 | 13  | 3   | 3  | 5   | 2  | 1  |  |
|       | ITA 7914 | Simone Giraldi       | 19 | 11  | 1   | 4  | 1   | 4  | 9  |  |
|       | FRA 600  | Jimmy Marchand       | 21 | 1   | 4   | 12 | 3   | 11 | 2  |  |
| 4     | ITA 7459 | Ugo Zunardi          | 24 | DNF | 8   | 10 | 2   | 1  | 3  |  |
| 5     | ITA 7793 | Fabio Piludu         | 33 | 2   | 6   | 9  | 14  | 8  | 8  |  |
| 6     | GRE 1558 | Spyros Triantos      | 33 | 5   | 9   | 8  | 6   | 9  | 5  |  |
| 7     | GBR 5927 | Daniel Atherton      | 33 | 6   | 11  | 7  | 8   | 5  | 7  |  |
| 8     | GBR 5833 | David Rambault       | 34 | 9   | BFD | 1  | 4   | 6  | 14 |  |
| 9     | CYP 2604 | Onisphoros Neophytou | 36 | 3   | 2   | 6  | DNE | 3  | 6  |  |
| 10    | MLT 28   | Thomas Bonelli Ghio  | 38 | DNF | 10  | 2  | 7   | 7  | 12 |  |
| 11    | ITA 8095 | Salvatore Picciurro  | 49 | DNF | 5   | 14 | 13  | 13 | 4  |  |
| 12    | POR 2342 | Joao Costa           | 51 | 4   | 14  | 17 | 9   | 14 | 10 |  |
| 13    | MLT 19   | Zachary Zammit       | 52 | 7   | 12  | 11 | 11  | 12 | 11 |  |
| 14    | FRA 59   | Charles Lefebvre     | 64 | DNF | BFD | 5  | 12  | 10 | 15 |  |
| 15    | POR 2341 | Bernardo Barros      | 65 | 8   | 17  | 13 | 15  | 16 | 13 |  |
| 16    | GBR 6141 | William Heritage     | 66 | 10  | 7   | 18 | 19  | 15 | 16 |  |
| 17    | FRA 3    | Paul Massard         | 72 | 17  | 13  | 15 | 10  | 17 | 21 |  |
| 18    | ITA 6648 | Samuel Spada         | 79 | 14  | 16  | 16 | 16  | 18 | 17 |  |
| 19    | FRA 6    | Marc Ange Aliaga     | 86 | 12  | 18  | 21 | 17  | 19 | 20 |  |
| 20    | ITA 6257 | Ruben Spechi         | 87 | 16  | 15  | 20 | 18  | 20 | 18 |  |
| 21    | GBR 5314 | William Holden       | 94 | 15  | BFD | 19 | 20  | 21 | 19 |  |

Legenda:
- DNS: Non partito.
- DNF: Non arrivato.
- DSQ: Squalificato.
- OCS: On the Course Side (partenza anticipata).
- BFD: Bandiera nera in base alla reg.30.3
- DNE: Squalifica non scartabile in base alla reg.88.3 (b)